# Carl Stumpf

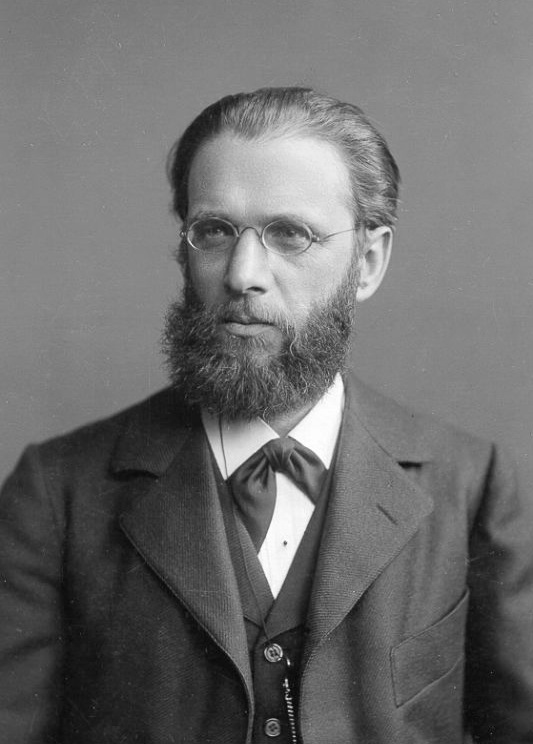
Carl Stumpf

Carl Stumpf (ur. 21 kwietnia 1848 w Wiesentheid, zm. 25 grudnia 1936 w Monachium) – niemiecki muzykolog i psycholog. Współzałożyciel szkoły filozoficznej Franza Brentano. Uczeń Rudolfa Lotze i Franza Brentano. Profesor uniwersytetów w Würzburgu, Getyndze, Pradze, Halle, Monachium i Berlinie. Twórca teorii stopliwości dźwięków, wyjaśniającej istotę konsonansu w muzyce. Był inspiratorem wielu ważnych psychologów i filozofów, w tym uczył się u niego Edmund Husserl.
Odznaczony został orderem Pour le Mérite (1929).

## Wybrane prace
- Verhältnis des Platonischen Gottes zur Idee des Guten, Halle 1869
- Über den psychologischen Ursprung der Raumvorstellung, 1873
- Tonpsychologie, 2 Bände 1883 bis 1890 (Hauptwerk)
- Psychologie und Erkenntnistheorie, München 1891
- Tafeln zur Geschichte der Philosophie, Berlin 1896
- Die pseudo-aristotelischen Probleme der Musik, Berlin 1897
- Eröffnungsrede des Präsidenten, Prof. Dr. Carl Stumpf, Berlin, w: Dritter Internationaler Congreß für Psychologie im München vom 4.-7. August 1896, 1897
- Der Entwicklungsgedanke in der gegenwärtigen Philosophie, Festrede, gehalten am Stiftungstage der Kaiser Wilhelms-Akademie für das militärärztliche Bildungswesen, 2. Dezember 1899, Berlin 1899
- Der Entwicklungsgedanke in der gegenwärtigen Philosophie, Berlin 1900
- Tontabellen, in: Beiträge zur Akustik und Musikwissenschaft, Heft 3/1901, S. 139-146, Tafeln I-IX
- Zur Einteilung der Wissenschaften, Berlin 1906
- Erscheinungen und psychische Funktionen, In: Abhandlungen der Königlich Preußissischen Akademie der Wissenschaften. Philosophisch-historische Abhandlungen, IV (1906), S. 1-40 (2. Auflage 1907)
- Die Wiedergeburt der Philosophie, Berlin 1907
- Richtungen und Gegensätze in der heutigen Psychologie, In: Internationale Wochenschrift für Wissenschaft, Kunst und Technik. Beiträge der "Münchner Allgemeinen Zeitung" vom 19. Oktober 1907, S. 903-914
- Vom ethischen Skeptizismus, Berlin 1908
- Das Berliner Phonogrammarchiv, In: Internationale Wochenschrift für Wissenschaft, Kunst und Technik. Beilage der "Münchner Allgemeine Zeitung" vom 22. Februar 1908, S. 225-246
- Philosophische Reden und Vorträge, Leipzig 1910
- Das psychologische Institut, w: Lenz, M. (red.), Geschichte der Königlichen Friedrich-Wilhelms-Universität zu Berlin, 3. Band, Halle, 1910, S. 202-207
- Konsonanz und Konkordanz, w: Vertreter deutscher Musikwissenschaft (Hrsg.): Festschrift zum 90. Geburtstage Rocchus Freiherrn von Liliencron, Leipzig, 1910, S. 329-349
- Die Anfänge der Musik, 1911
- Zum Gedächtnis Lotzes, w: Kantstudien, XXII (1917), Heft 1-2, S. 1-26
- Empfindung und Vorstellung, 1918
- Erinnerungen an Franz Brentano, w: Krause, O. (red.) Franz Brentano. Zur Kenntnis seines Lebens und seiner Lehre, München, 1919, S. 87-149
- Singen und Sprechen. w: Beiträge zur Akustik und Musikwissenschaft, Heft 9/1924, S. 38-74
- Phonetik und Ohrenheilkunde, w: Beiträge zur Anatomie. Physiologie, Pathologie und Therapie des Ohres, der Nase und des Halses, 22(1925), S. 1-8
- Die Sprachlaute. Experimentell-phonetische Untersuchungen. Nebst einem Anhang über Instrumentalklänge, Berlin 1926
- Gefühl und Gefühlsempfindung, 1928
- William James nach seinen Briefen. Leben – Charakter – Lehre, Berlin 1928
- C. S. Selbstdarstellung In: Raymund Schmidt (red.) : Die Philosophie der Gegenwart in Selbstdarstellungen, Bd. 5, Leipzig 1924
- Schriften zur Psychologie, neu herausgegeben und mit einer biographischen Einleitung versehen von Helga Sprung, Frankfurt/Main 1997
- Erkenntnislehre, Band 1, Leipzig 1939
- Erkenntnislehre, Band 2, Leipzig 1940